# 名古屋市立八社小学校
名古屋市立八社小学校（なごやしりつ はっしゃしょうがっこう）は、名古屋市中村区八社一丁目の公立小学校。

## 歴史

### 沿革
- 1976年（昭和51年）6月16日 - 名古屋市立岩塚小学校分校として成立[2]。1年生から4年生までの246人の児童を収容した[2]。
- 1984年（昭和59年）4月1日 - 名古屋市立八社小学校として分離独立[2]。
- 2006年（平成18年）4月 - 特別支援学級として「すみれ学級」が開設される[1]。
- 2012年（平成24年）4月 - 特別支援学級として「スマイル学級」が新設される[1]。また、発達障害通級学級として「ひまわり学級」が新設される[1]。

## 通学区域
所管する名古屋市教育委員会は、2019年（令和元年）9月1日現在、中村区のうち、岩塚町（字一里山・字押木田・字小池・字万吉・字三ツ割）・川前町・長草町・野上町・野田町・八社一丁目・八社二丁目・横井一丁目・横井二丁目・横前町の全域および岩塚町（字郷中・字城前）の各一部を通学区域として指定している。
また、卒業後の進学先は名古屋市立御田中学校となっている。